# Pietro Mongini
Pietro Mongini (Soriso, 26 maggio 1806 – Torino, 20 settembre 1886) è stato un prete italiano, favorevole, come il prete filocarbonaro don Giovanni Verità, alla fine del potere temporale del Papa ed anche per questo scomunicato dalla Chiesa cattolica. I suoi libri furono messi all'Indice dei libri proibiti.

## Biografia
Pietro Mongini nacque il 26 maggio 1806 a Soriso: il padre era sindaco del piccolo comune che sorge sui colli prospicienti il lago d'Orta. Fu ordinato sacerdote nel 1828 e l'anno dopo diveniva parroco di Oggebbio, altro piccolo paese che si affaccia sul lago Maggiore. Le aspirazioni risorgimentali e il clima moderatamente liberale che si stava affermando nel Regno sabaudo lo coinvolsero tanto che nel 1858 pubblicava a Torino il libretto Progetto di una società di parrochi [sic] per mutuo soccorso, con il quale intendeva promuovere forme di solidarietà nei confronti di quei parroci che, a causa delle loro idee, avessero subito una qualche forma di persecuzione da parte delle superiori autorità ecclesiastiche.

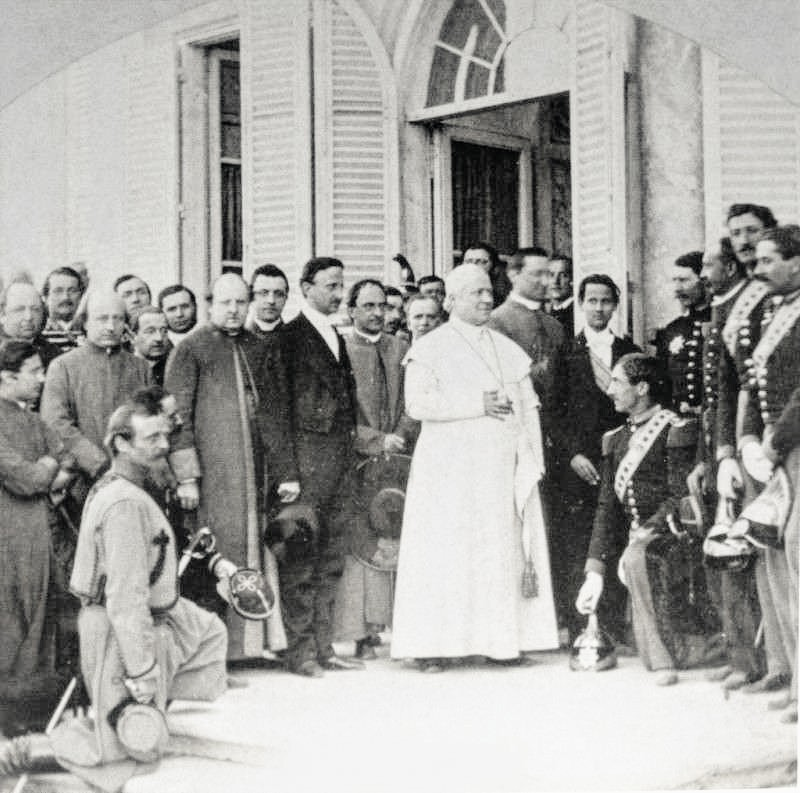
Pio IX riceve Francesco II di Borbone

Con l'accentuarsi delle polemiche tra il Regno sabaudo e i circoli liberali da una parte, e lo Stato pontificio e le gerarchie cattoliche dall'altra, dovute soprattutto alle minacce contro la legittimità del potere temporale e alle iniziative di soppressione dei benefici ecclesiastici, anche don Mongini prese posizione. Nel 1860, quando ancora erano in corso le operazioni militari che porteranno alla fine del Regno delle Due Sicilie, pubblicò anonimamente a Milano Il Pontefice e le armi temporali a difesa dello spirituale come pretende la Civiltà Cattolica, dichiarandosi – in risposta a un articolo della rivista dei Gesuiti – favorevole alla fine del potere temporale dei papi: «è inevitabile la incompatibilità di un pontefice colle armi temporali per la difesa dell'indipendenza della sovranità spirituale».
Dichiaratosi poi autore dell'opuscolo, il 25 settembre 1860 fu minacciato di scomunica dal vescovo di Novara, il marchese Giacomo Filippo Gentile, e invitato a ritrattare le «proposizioni non solo offensive delle pie orecchie, ma evidentemente false, ereticali».
Nel marzo del 1861, ormai costituito il Regno d'Italia, era stata intanto fondata a Milano quella Società ecclesiastica da lui preconizzata, il cui animatore era il canonico Giovanni Battista Avignone, fondatore de «Il Conciliatore», un liberale in sospetto del vicario di Milano Carlo Caccia Dominioni, che infatti l'anno dopo, il 12 novembre 1862, impose lo scioglimento dell'associazione.
Don Mongini rispose pubblicando il 4 luglio 1861 a Intra un secondo scritto, Apologia dell'opuscolo: il Pontefice e le armi temporali a difesa dello spirituale, nel quale ribadiva le proprie tesi avverse a quel potere temporale che consentiva al papato di dotarsi un esercito con il quale fare «macello di figli da esso battezzati, sempre figli suoi ancorché fossero veramente ribelli», e affermava il diritto di sostenere le proprie opinioni politiche, poiché «la Chiesa cattolica non fu, non è e non sarà mai un partito politico». In agosto il vescovo sospese a divinis il parroco di Oggebbio, ma in realtà il provvedimento era privo di legittimità, poiché il Concordato a suo tempo stabilito tra il Regno di Sardegna e la Santa Sede imponeva la contestuale approvazione - il cosiddetto exequatur - del provvedimento da parte del governo piemontese, ora italiano. Alla fine del 1861 i due scritti del Mongini venivano posti all'Indice dei libri proibiti.
Il Mongini, continuando a esercitare le proprie funzioni nella parrocchia di Oggebbio, rispose nel 1862 con un nuovo opuscolo, La cristiana procedura, dedicato a Massimo d'Azeglio che gli aveva manifestato la propria solidarietà durante uno dei suoi frequenti soggiorni nella villa posseduta nella vicina Cannero. Vi denunciava l'autoritarismo del Sant'Uffizio, definito «istituzione disumana perché tirannica», che pretendeva di «violare il segreto del cuore umano, libro immenso riservato al solo occhio di Dio», che non si limitava a giudicare delle opinioni di fede, quanto di quelle riservate all'intimità della coscienza individuale. Quanto al papa, Mongini auspicava che egli si liberasse di ogni potere temporale per rendersi mediatore dei conflitti che agitavano gli Stati e propugnatore della pace universale fra i popoli.

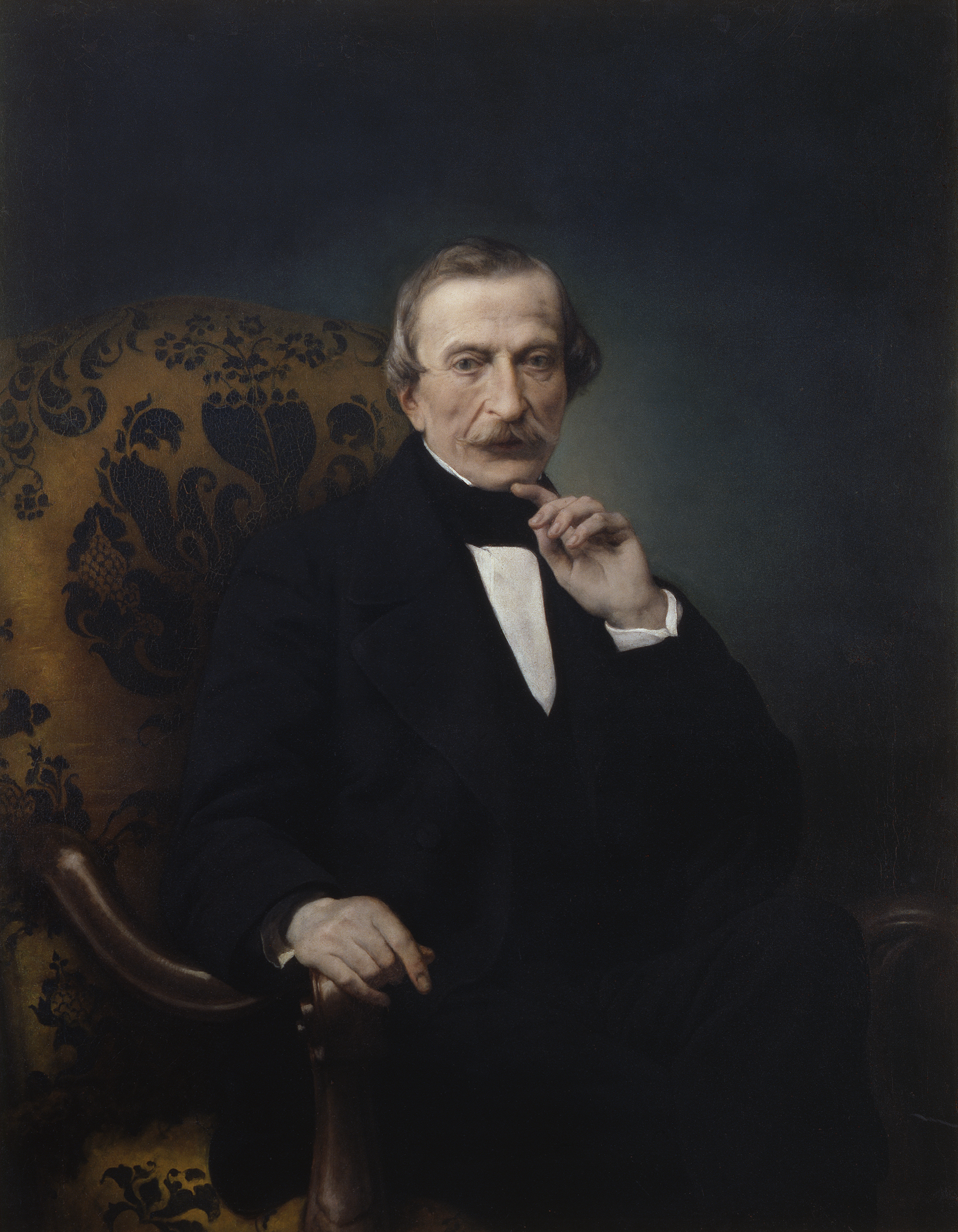
D'Azeglio fu amico di don Mongini

L'ostilità dello Chiesa verso la politica del Regno sabaudo che, dopo la battaglia di Castelfidardo, il 18 settembre 1860, si era annesso gran parte dello Stato pontificio - le Legazioni romagnole, le Marche e l'Umbria - aveva avuto a conseguenza una grave tensione tra il governo del neo-Regno italiano e le gerarchie cattoliche locali, accusate dal ministro di Grazia e Giustizia Miglietti di avversare «il governo nazionale e le sue leggi [...] qualificate empie, inique, ostili alla religione e alla Chiesa»: in seguito a ciò, diversi vescovi erano stati espulsi dalle loro diocesi. Don Mongini difendeva i provvedimenti presi dal governo italiano:
La cristiana procedura fu messa all'Indice il 10 settembre 1862 e l'anno dopo, il 3 giugno, il Sant'Uffizio decretò che egli sarebbe stato scomunicato se entro due mesi non si fosse sottomesso all'autorità della Chiesa, rinnegando i propri scritti. Mongini rispose con una lettera indirizzata al papa, che rese pubblica facendola stampare, nella quale dichiarava di «non poter ritrarre senza mentire alla mia coscienza, e sentirmi traditore dell'altare e della patria. Dio mi scampi da tanto delitto». In risposta a un appello di parroci del Verbano che lo invitavano alla conciliazione, rispose di considerarsi appartenente alla Chiesa, rivendicando però il suo diritto a esprimersi liberamente in termini politici «sopra Roma e l'Italia», dichiarandosi convinto che «il Signore ha già scomunicato quella politica che entra nella Chiesa». Alla fine, il 2 dicembre 1863 il Sant'Uffizio stabilì la scomunica vitando contro don Mongini, pubblicando il 16 dicembre successivo il decreto che fu affisso sulle porta della Basilica di San Pietro e del Palazzo della Cancelleria a Roma. Non appena la scomunica fu resa nota anche a Torino, per reazione, il 22 dicembre la Gazzetta Ufficiale del Regno d'Italia pubblicò il decreto di nomina di don Pietro Mongini a cavaliere dell'Ordine dei Santi Maurizio e Lazzaro.

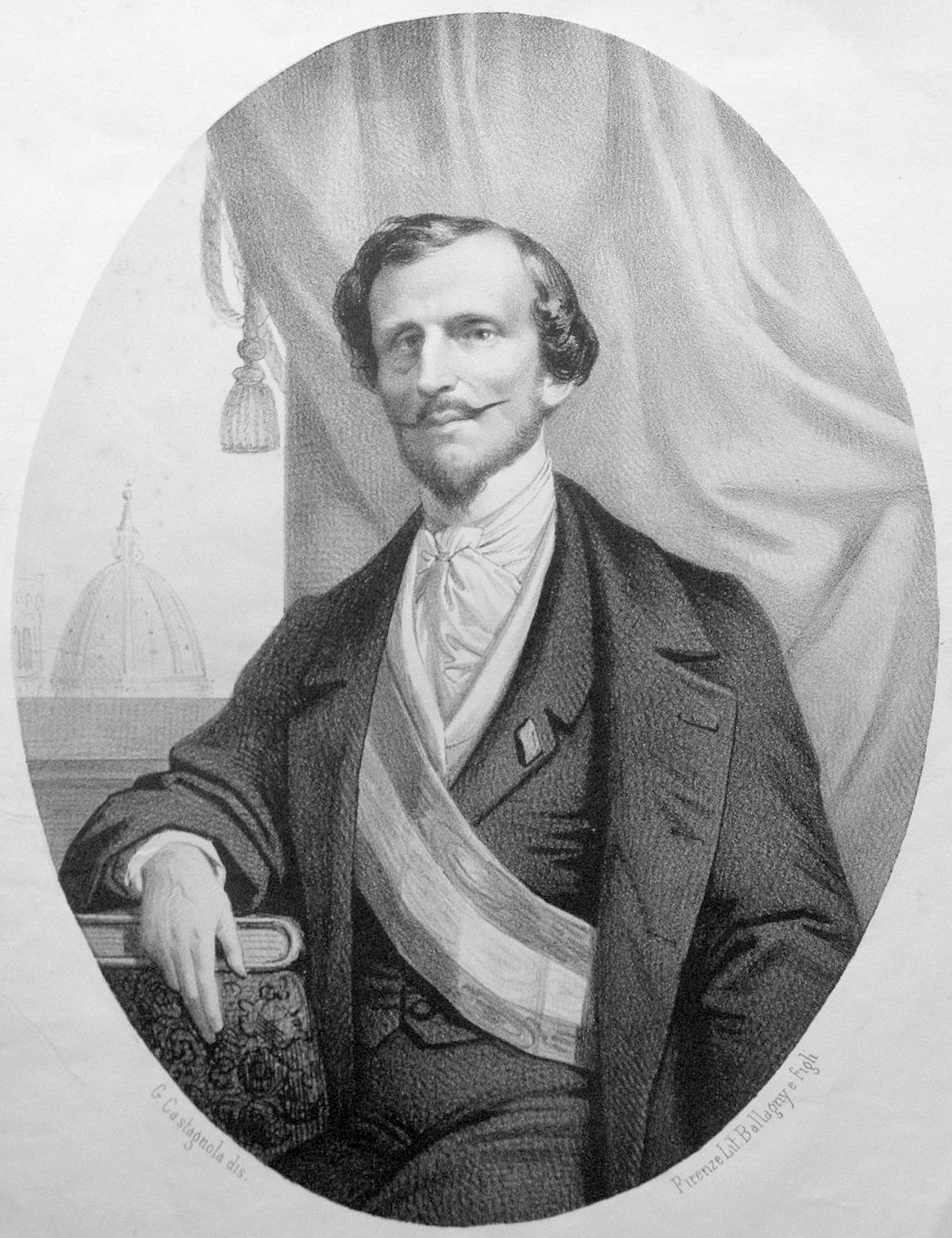
Bettino Ricasoli

Con la sua Seconda lettera apostolica Mongini fece un'analisi del comportamento del basso clero di fronte alla vicenda che l'aveva coinvolto personalmente e che tuttavia riassumeva un tema di fondamentale importanza nella temperie del nuovo Regno italiano, e cioè la questione romana, i rapporti tra Stato e Chiesa, la laicità dello Stato stesso. Vi erano cattolici liberali che gli esprimevano la loro solidarietà, pochi erano i nemici dichiarati, mentre la maggior parte dei parroci, o perché timorosi delle conseguenze o per quieto vivere, preferiva non pronunciarsi. Rilevava il Mongini che «il peggior nemico che abbia l'Italia non è il tedesco, né il francese, né altro geloso della gloria italiana. Il peggior nemico è il prete gesuitico in confessione. Ecco il vero nemico da debellare».
Egli si riferiva alla propaganda ostile verso la politica dello Stato italiano che poteva essere svolta nel segreto del confessionale, un pericolo che egli denunciò ancora nello scritto La politica in confessione, ossia l'enciclica e il Sillabo in rapporto col Giubileo del 1865, edito nell'aprile del 1865, pochi mesi dopo la pubblicazione dell'enciclica Quanta cura e del Sillabo, che condannavano le ideologie socialiste e liberali e minacciavano la scomunica a quei cattolici che vi avessero aderito. D'altra parte, con l'occasione del Giubileo, si offriva l'indulgenza a tutti quei cattolici che avessero rifiutato in confessione quelle «moderne pestilenze». Mongini, nella sua critica alle condanne espresse dal Sillabo, ribadiva il principio della laicità dello Stato: «Non è compito dello Stato distinguere tra vera e falsa religione, perocché lo Stato non è e non può essere giudice in tale materia e considera con eguale misura ogni religione, purché non turbi la quiete pubblica». Anche questo scritto fu messo all'Indice.
A seguito dei tentativi di avvicinamento alla Santa Sede intrapresi dai governi Lamarmora e Ricasoli, il Mongini fu chiamato a Torino per occuparsi ufficialmente dei problemi relativi alle diocesi vacanti a causa dei vescovi refrattari: in questo modo, egli conservava nominalmente ma perdeva di fatto la titolarità della parrocchia di Oggebbio. Nel capoluogo piemontese si trovò a collaborare al settimanale «Il Mediatore» diretto dall'ex-gesuita Carlo Passaglia, il quale, tuttavia, partito da posizioni di cauto moderatismo liberale e di tiepida critica alle posizioni temporalistiche del Papato, si stava avviando verso una riconciliazione con la Chiesa che sfocerà nel 1882 nella ritrattazione delle sue posizioni.
Il Mongini si allontanò così dalla rivista torinese preferendo far pubblicare i propri articoli nel periodico «L'Esaminatore» di Firenze, città di maggior tradizione cattolico-liberale, dove operava Stanislao Bianciardi - autore delle Veglie del Prior Luca, nelle quali sosteneva la necessità di una riforma ecclesiastica, ritenuta essenziale ai fini della conciliazione tra Stato e Chiesa - e alla rivista napoletana «L'emancipatore cattolico», pubblicata a cura della Società emancipatrice e di mutuo soccorso del sacerdozio italiano, diretta dal domenicano Luigi Prota Giurleo, che si faceva portatore delle medesime esigenze.

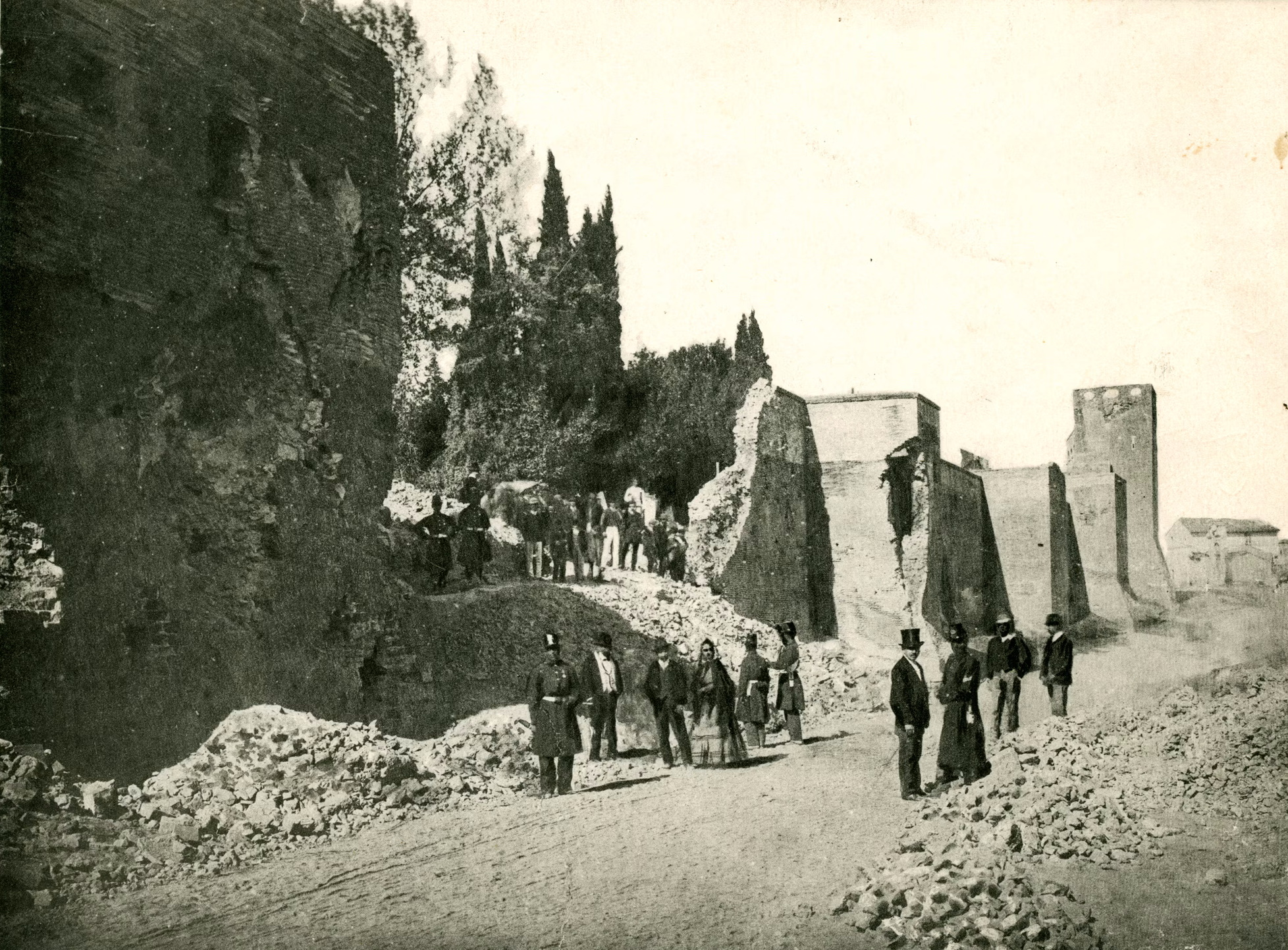
La breccia di Porta Pia

Anche Mongini, pubblicando Le due politiche, ossia della libertà della Chiesa di fronte all'Italia e al papato, rifiutando nuovamente ogni possibilità di giungere a una conciliazione tra lo Stato italiano e la Santa Sede senza che prima la Chiesa non fosse mutata da quello che era, sosteneva la necessità che nella Chiesa avessero voce anche i credenti laici, sviluppando l'idea che la libertà della Chiesa consistesse essenzialmente nell'essere liberi nella Chiesa dall'autoritarismo esercitato dal papa e dalla Curia romana. Sarebbe stato necessario che le istituzioni ecclesiastiche si aprissero alla modernità, come Mongini rilevava anche nello scritto indirizzato nel 1871 ai suoi parrocchiani di Oggebbio, Una parola nel cuore ai miei antichi parrocchiani di Oggebbio, rilevando come gli studi nei seminari fossero inadeguati, rimasti come ai suoi tempi: «gli stessi vocaboli ideologia, psicologia, antropologia erano in illo tempore vocaboli turchi per noi. Quanto a teologia, i nostri professori leggevano trattati, studiavano trattati, ripetevano trattati di autori loro imposti. Quindi l'unione della filosofia con la teologia era impossibile. Ai miei tempi, di storia ecclesiastica non v'era nemmeno cattedra. Gli studi biblici, di esegesi, di ermeneutica, di patrologia ecc. ecc., nemmeno una parola». Ora però, la fine del potere temporale a seguito della presa di Roma, il 20 settembre 1870, poteva essere un segnale provvidenziale di un mutamento della situazione.
In realtà, il Concilio Vaticano I era terminato con la proclamazione dell'infallibilità papale, con la chiusura a ogni istanza riformista e con il rifiuto del dialogo con lo Stato italiano. Nello stesso tempo, i vari governi che si succedettero in Italia non intesero appoggiare il clero liberale nelle sue istanze di riforma, perché «intaccare la struttura interna della Chiesa sembrava alla maggioranza della classe dirigente italiana una cosa inutile e pericolosa. L'elettività dei vescovi e dei parroci, la creazione di collegi elettivi locali per l'amministrazione dei beni parrocchiali e diocesani, avrebbero potuto turbare la "tranquillità" delle popolazioni, specialmente nelle campagne, che era interesse della classe dominante tenere quiete specialmente in quel momento in cui si iniziava il grande accaparramento da parte della borghesia terriera dei beni demaniali e di quelli dell'Asse ecclesiastico».
Fu così che Mongini sostenne un'ultima polemica contro l'arcivescovo di Torino Lorenzo Gastaldi affinché tutto il clero torinese avesse «il diritto di discutere liberamente» in un sinodo convocato nel 1873: l'arcivescovo rifiutò di sostenere con lui un pubblico dibattito.
Mongini è sepolto nel Cimitero Monumentale di Torino accanto a Massimo d'Azeglio. Una lapide apposta sulla facciata della sua casa natale di Soriso, dettata dal senatore e scrittore Giovanni Faldella, ricorda

## Scritti
- Progetto di una società di parrochi per mutuo soccorso, Torino 1858
- Il Pontefice e le armi temporali a difesa dello spirituale come pretende la «Civiltà Cattolica». Lettera politico-morale a un monsignore romano, Milano 1860
- Apologia dell'opuscolo: il Pontefice e le armi temporali a difesa dello spirituale, Intra 1861
- La cristiana procedura, Intra 1862
- A Pio IX, Torino 1863
- Seconda lettera apostolica, Torino 1864
- La politica in confessione, ossia l'enciclica e il Sillabo in rapporto col Giubileo del 1865, Tipografia Torinese, Torino 1865
- Le due politiche, ossia della libertà della Chiesa di fronte all'Italia e al papato, Torino 1866
- Una parola nel cuore ai miei antichi parrocchiani di Oggebbio, Torino 1871